# 바르토시 살라몬
바르토시 살라몬(폴란드어: Bartosz Salamon, 1991년 5월 1일, 폴란드 포즈난 ~ )은 폴란드의 축구선수로 현재 엑스트라클라사 레흐 포즈난에서 뛰고 있다.